# Magnicharters
Magnicharters – meksykańska czarterowa linie lotnicza z siedzibą w mieście Meksyk. Linia została założona w 1994.

## Flota
Według stanu na marzec 2025 flota Magnicharters składała się z 5 samolotów o średnim wieku 29,1 lat:
| Samolot        | Samolot | Samolot   | Liczba miejsc | Liczba miejsc | Uwagi |
| Model          | Aktywne | Zamówione | E             | Łącznie       | Uwagi |
| -------------- | ------- | --------- | ------------- | ------------- | ----- |
| Boeing 737-300 | 5       | -         | 128           | 128           |       |
| Łącznie        | 5       | 0         |               |               |       |